# Ерік Даєр
Е́рік Дже́ремі Е́дгар Да́єр (англ. Eric Jeremy Edgar Dier, нар. 15 січня 1994, Челтнем, Англія) — англійський футболіст, півзахисник та захисник клубу «Монако» та національної збірну Англії.

## Клубна кар'єра

### Молодіжна кар'єра
Ерік є онуком Теда Крокера, колишнього секретаря Футбольної асоціації Англії (1973—1989) і президент «Челтнем Таун» (1987—1992) і внучатий племінник Пітера Крокера, який професійно грав у футбол за «Чарльтон Атлетик» та «Вотфорд». Його батько, Джеремі, колишній тенісист. Коли Еріку було сім років, його матері була запропонована робота на Євро-2004 і він зі своїми батьками і п'ятьма братами і сестрами переїхав до Португалії. Перший рік родина жила у Алгарве, після чого переїхала в Лісабон.

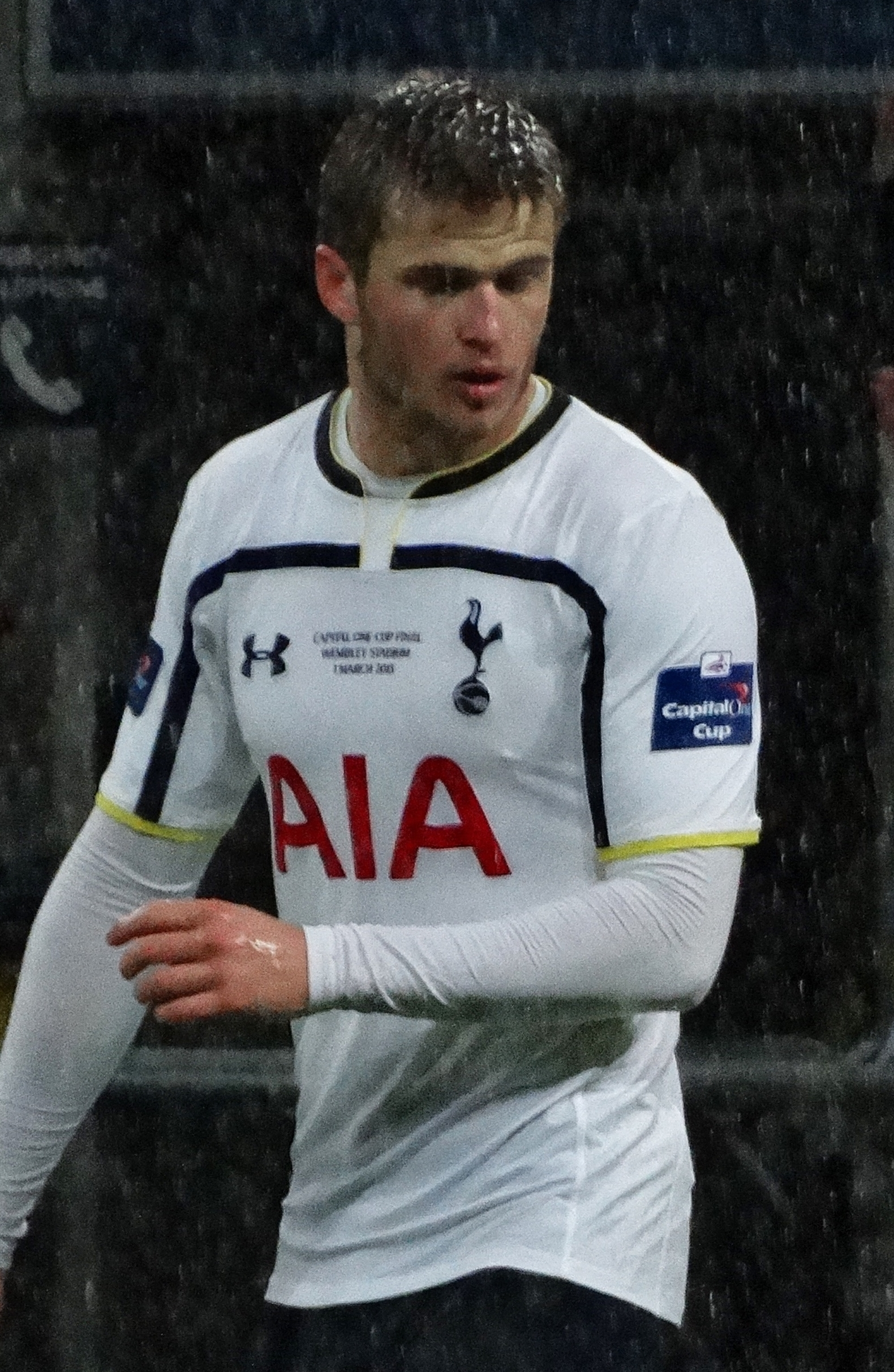
Ерік Даєр під час виступів за «Тоттенгем Готспур». 1 березня 2015

### «Спортінг»
У віці восьми років Даєра помітили скаути «Спортінга», де він і розпочав займатись футболом. 2010 року батьки Еріка повернулися в Англію, проте Даєр залишився в Португалії і продовжив навчання в академії «Спортінга».
У січні 2011 року Даєр погодилися приєднатися на правах оренди до «Евертона» до кінця сезону. Ерік зіграв 10 матчів за команду U18 і виграв з нею юнацьку Прем'єр-лігу 2010-11, після чого влітку 2011 року клуб продовжив оренду в академії Евертона ще на один сезон.
Влітку 2012 року Даєр повернувся в «Спортінг» і 26 серпня дебютував за другу команду в Сегунда Лізі в грі проти «Атлетіку» (Лісабон), замінивши Дієго Рубіо на 77-й хвилині. 11 листопада 2012 року Даєр був вперше викликаний в основну команду «Спортінга». У цей же день він дебютував в основному складі у матчі проти «Браги», в якому відзначився гольовою передачею. Свій перший гол за «львів» Ерік забив 26 листопада 2012 року у ворота «Морейренсе» (2:2). Всього за два сезони провів у складі рідного клубу 28 матчів в Прімейрі і забив 1 гол.

### «Тоттенгем»
2 серпня 2014 року за 4 мільйони фунтів стерлінгів перейшов в англійський «Тоттенгем Готспур», уклавши п'ятирічний контракт. 16 серпня 2014 року дебютував в чемпіонаті Англії в матчі проти «Вест Гем Юнайтед», в якому став автором єдиного забитого м'яча і приніс своїй команді перемогу.. З сезону 2015/16 переведений головним тренером Маурісіо Почеттіно на нову позицію — опорний півзахисник. Вже наприкінці свого третього сезону в Лондоні провів соту гру в національному чемпіонаті.

### «Монако»
14 травня 2025 року клуб Ліги 1 «Монако» оголосив про підписання трирічного контракту з Даєром на правах вільного агента, яка набула чинності 1 липня.

## Виступи за збірні

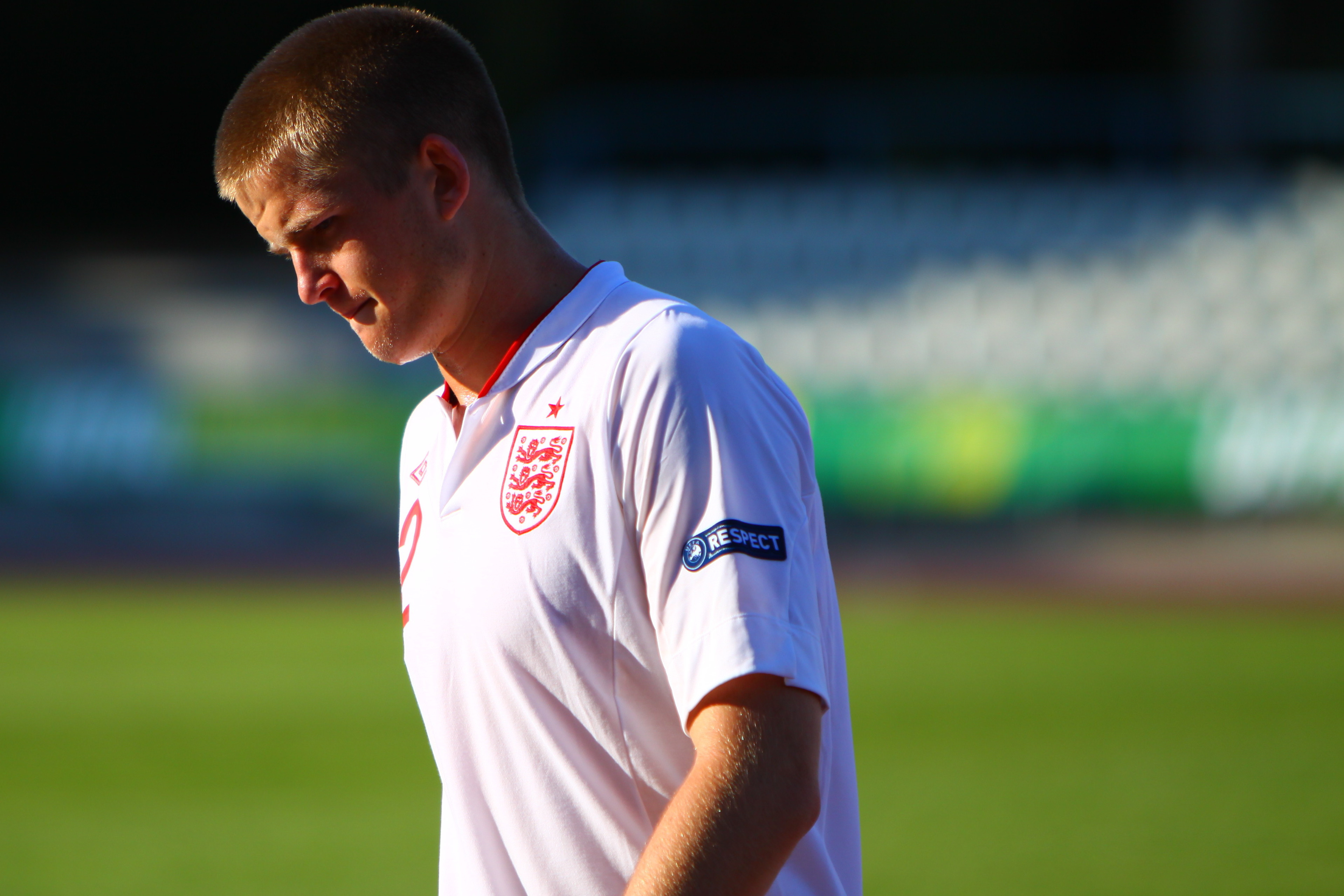
Ерік Даєр під час виступів за юнацьку збірну Англії. 3 липня 2012

2011 року дебютував у складі юнацької збірної Англії, взяв участь у 9 іграх на юнацькому рівні.
Протягом 2013—2015 років залучався до складу молодіжної збірної Англії, разом з якою був учасником молодіжного чемпіонату світу 2013 року у Туреччині, де англійці не змогли вийти з групи. Всього на молодіжному рівні зіграв у 15 офіційних матчах.
На початку листопада 2015 року Даєр вперше був викликаний до національної збірної Англії для участі у товариських матчах проти Іспанії і Франції і 13 листопада дебютував у матчі з іспанцями (0:2), замінивши на 63 хвилині Адама Лаллану. 26 березня 2016 року у товариському матчі проти збірної Німеччини (3:2) Даєр забив свій перший м'яч за національну збірну, який виявився переможним у зустрічі.
На чемпіонаті Європи 2016 року вже був гравцем основного складу англійської збірної, у першій грі групового етапу проти збірної Росії став автором єдиного голу своєї команди, який забезпечив їй нічию 1:1. Згодом брав участь у решті трьох матчах збірної на турнірі, де вона завершила боротьбу на стадії 1/8 фіналу, неочікувано поступившись ісландцям.
У березні 2017 року, у своїй лише 17-й грі за національну команду, виводив її на поле з капітанською пов'язкою.
16 травня 2018 року був включений до заявки національної команди на тогорічний чемпіонат світу в Росії.
| Дата       | Місто      | Господарі  | Результат | Гості      | Турнір               | Голи | Примітки |
| ---------- | ---------- | ---------- | --------- | ---------- | -------------------- | ---- | -------- |
| 13-11-2015 | Аліканте   | Іспанія    | 2 – 0     | Англія     | товариський матч     | -    | 63'      |
| 17-11-2015 | Лондон     | Англія     | 2 – 0     | Франція    | товариський матч     | -    |          |
| 26-3-2016  | Берлін     | Німеччина  | 2 – 3     | Англія     | товариський матч     | 1    | 81'      |
| 29-3-2016  | Лондон     | Англія     | 1 – 2     | Нідерланди | товариський матч     | -    | 85'      |
| 22-5-2016  | Манчестер  | Англія     | 2 – 1     | Туреччина  | товариський матч     | -    |          |
| 27-5-2016  | Сандерленд | Англія     | 2 – 1     | Австралія  | товариський матч     | -    | 73'      |
| 2-6-2016   | Лондон     | Англія     | 1 – 0     | Португалія | товариський матч     | -    |          |
| 11-6-2016  | Марсель    | Англія     | 1 – 1     | Росія      | ЧЄ 2016 - 1-й етап   | 1    |          |
| 16-6-2016  | Ланс       | Англія     | 2 – 1     | Уельс      | ЧЄ 2016 - 1-й етап   | -    |          |
| 20-6-2016  | Сент-Етьєн | Словаччина | 0 – 0     | Англія     | ЧЄ 2016 - 1-й етап   | -    |          |
| 27-6-2016  | Ніцца      | Англія     | 1 – 2     | Ісландія   | ЧЄ 2016 - 1/8 фіналу | -    | 46'      |
| 4-9-2016   | Трнава     | Словаччина | 0 – 1     | Англія     | Відбір до ЧС 2018    | -    |          |
| 11-10-2016 | Любляна    | Словенія   | 0 – 0     | Англія     | Відбір до ЧС 2018    | -    | 20'      |
| 11-11-2016 | Лондон     | Англія     | 3 – 0     | Шотландія  | Відбір до ЧС 2018    | -    |          |
| 15-11-2016 | Лондон     | Англія     | 2 – 2     | Іспанія    | товариський матч     | -    |          |
| 22-3-2017  | Дортмунд   | Німеччина  | 1 – 0     | Англія     | товариський матч     | -    |          |
| 26-3-2017  | Лондон     | Англія     | 2 – 0     | Литва      | Відбір до ЧС 2018    | -    | кап.     |
| 10-6-2017  | Глазго     | Шотландія  | 2 – 2     | Англія     | Відбір до ЧС 2018    | -    | 60'      |
| 13-6-2017  | Сен-Дені   | Франція    | 3 – 2     | Англія     | товариський матч     | -    |          |
| 4-9-2017   | Лондон     | Англія     | 2 – 1     | Словаччина | Відбір до ЧС 2018    | 1    | 73'      |
| 5-10-2017  | Лондон     | Англія     | 1 – 0     | Словенія   | Відбір до ЧС 2018    | -    |          |
| 11-11-2017 | Лондон     | Англія     | 0 – 0     | Німеччина  | товариський матч     | -    | кап.     |
| 14-11-2017 | Лондон     | Англія     | 0 – 0     | Бразилія   | товариський матч     | -    | кап.     |
| 23-3-2018  | Амстердам  | Нідерланди | 0 – 1     | Англія     | товариський матч     | -    | 89'      |
| 27-3-2018  | Лондон     | Англія     | 1 – 1     | Італія     | товариський матч     | -    | кап.     |
| 2-6-2018   | Лондон     | Англія     | 2 – 1     | Нігерія    | товариський матч     | -    |          |
| Усього     |            | Матчів     | 26        |            | Голів                | 3    |          |

## Досягнення
«Баварія»
- Чемпіон Німеччини: 2024–25[20]